# Godescalc de Bénévent
Pour les articles homonymes, voir Évangéliaire de Godescalc et Godescalc.
Godescalc de Bénévent ou Gottschalk de Bénévent (en latin Godesc[h]alcus (dux) Beneventi, en italien Godescalco di Benevento) est un duc lombard de Bénévent de 738 à 742.
D'obscure origine, il fut proclamé duc par une faction du peuple bénéventin, sans le consentement royal, après la mort du duc Grégoire (vers 738/739). Le roi des Lombards Liutprand fit alors une descente dans le centre-sud de l'Italie pour soumettre les duchés lombards semi-indépendants de Spolète et de Bénévent. Selon Paul Diacre, apprenant l'arrivée prochaine du roi, Godescalc voulut s'enfuir par mer et passer en Grèce. Il avait déjà mis sur le vaisseau sa femme Anne et ses richesses, et allait s'embarquer lorsqu'il fut tué par les partisans de Gisulf, neveu de Liutprand qui fut installé sur le trône ducal. Sa femme réussit à fuir et arriva à Constantinople.
En 740, Godescalc avait aidé Transamond à reprendre le contrôle du duché de Spolète qui était alors dirigé par Hildéric, placé à la tête du duché par le roi Liutprand après la révolte de Transamond.

## Sources primaires
- Paul Diacre, Histoire des Lombards, Livre VI.